# AGTRAP
La proteína asociada al receptor tipo 1 de angiotensina II es una proteína que en los humanos está codificada por el gen AGTRAP.
Este gen codifica una proteína transmembrana localizada en la membrana plasmática y en las estructuras vesiculares perinucleares.

## Características
El producto genético interactúa con el receptor tipo I de angiotensina II y regula negativamente la señalización de angiotensina II.

El corte y empalme alternativo de este gen genera múltiples variantes de transcripción que codifican diferentes isoformas.
El polipeptido humano tiene un tamaño de ~22 kDa (17.419 Da). Su secuencia de bases de ADN son idénticas en un 85% y su secuencia de 159 aminoácidos en un 77% a las del gen Agtrap de ratón.

## Interacciones
Se ha demostrado que AGTRAP interactúa con GNB2L1.

## Otras lecturas
- Daviet L, Lehtonen JY, Tamura K (1999). «Cloning and characterization of ATRAP, a novel protein that interacts with the angiotensin II type 1 receptor». J. Biol. Chem. 274 (24): 17058-62. PMID 10358057. doi:10.1074/jbc.274.24.17058.
- Cui T, Nakagami H, Iwai M (2001). «ATRAP, novel AT1 receptor associated protein, enhances internalization of AT1 receptor and inhibits vascular smooth muscle cell growth». Biochem. Biophys. Res. Commun. 279 (3): 938-41. PMID 11162453. doi:10.1006/bbrc.2000.4055.
- Wistow G, Bernstein SL, Wyatt MK (2002). «Expressed sequence tag analysis of adult human lens for the NEIBank Project: over 2000 non-redundant transcripts, novel genes and splice variants». Mol. Vis. 8: 171-84. PMID 12107413.
- Strausberg RL, Feingold EA, Grouse LH (2003). «Generation and initial analysis of more than 15,000 full-length human and mouse cDNA sequences». Proc. Natl. Acad. Sci. U.S.A. 99 (26): 16899-903. Bibcode:2002PNAS...9916899M. PMC 139241. PMID 12477932. doi:10.1073/pnas.242603899.
- Lopez-Ilasaca M, Liu X, Tamura K, Dzau VJ (2004). «The angiotensin II type I receptor-associated protein, ATRAP, is a transmembrane protein and a modulator of angiotensin II signaling». Mol. Biol. Cell 14 (12): 5038-50. PMC 284805. PMID 12960423. doi:10.1091/mbc.E03-06-0383.
- Guo DF, Chenier I, Tardif V (2003). «Type 1 angiotensin II receptor-associated protein ARAP1 binds and recycles the receptor to the plasma membrane». Biochem. Biophys. Res. Commun. 310 (4): 1254-65. PMID 14559250. doi:10.1016/j.bbrc.2003.09.154.
- Guo DF, Tardif V, Ghelima K (2004). «A novel angiotensin II type 1 receptor-associated protein induces cellular hypertrophy in rat vascular smooth muscle and renal proximal tubular cells». J. Biol. Chem. 279 (20): 21109-20. PMID 14985364. doi:10.1074/jbc.M401544200.
- Gerhard DS, Wagner L, Feingold EA (2004). «The status, quality, and expansion of the NIH full-length cDNA project: the Mammalian Gene Collection (MGC)». Genome Res. 14 (10B): 2121-7. PMC 528928. PMID 15489334. doi:10.1101/gr.2596504.
- Guo S, Lopez-Ilasaca M, Dzau VJ (2005). «Identification of calcium-modulating cyclophilin ligand (CAML) as transducer of angiotensin II-mediated nuclear factor of activated T cells (NFAT) activation». J. Biol. Chem. 280 (13): 12536-41. PMID 15668245. doi:10.1074/jbc.M500296200.
- Tanaka Y, Tamura K, Koide Y (2005). «The novel angiotensin II type 1 receptor (AT1R)-associated protein ATRAP downregulates AT1R and ameliorates cardiomyocyte hypertrophy». FEBS Lett. 579 (7): 1579-86. PMID 15757644. S2CID 36456303. doi:10.1016/j.febslet.2005.01.068.
- Rual JF, Venkatesan K, Hao T (2005). «Towards a proteome-scale map of the human protein-protein interaction network». Nature 437 (7062): 1173-8. Bibcode:2005Natur.437.1173R. PMID 16189514. S2CID 4427026. doi:10.1038/nature04209.
- Gregory SG, Barlow KF, McLay KE (2006). «The DNA sequence and biological annotation of human chromosome 1». Nature 441 (7091): 315-21. Bibcode:2006Natur.441..315G. PMID 16710414. doi:10.1038/nature04727.

- Datos: Q18042874